# Emil Viklický

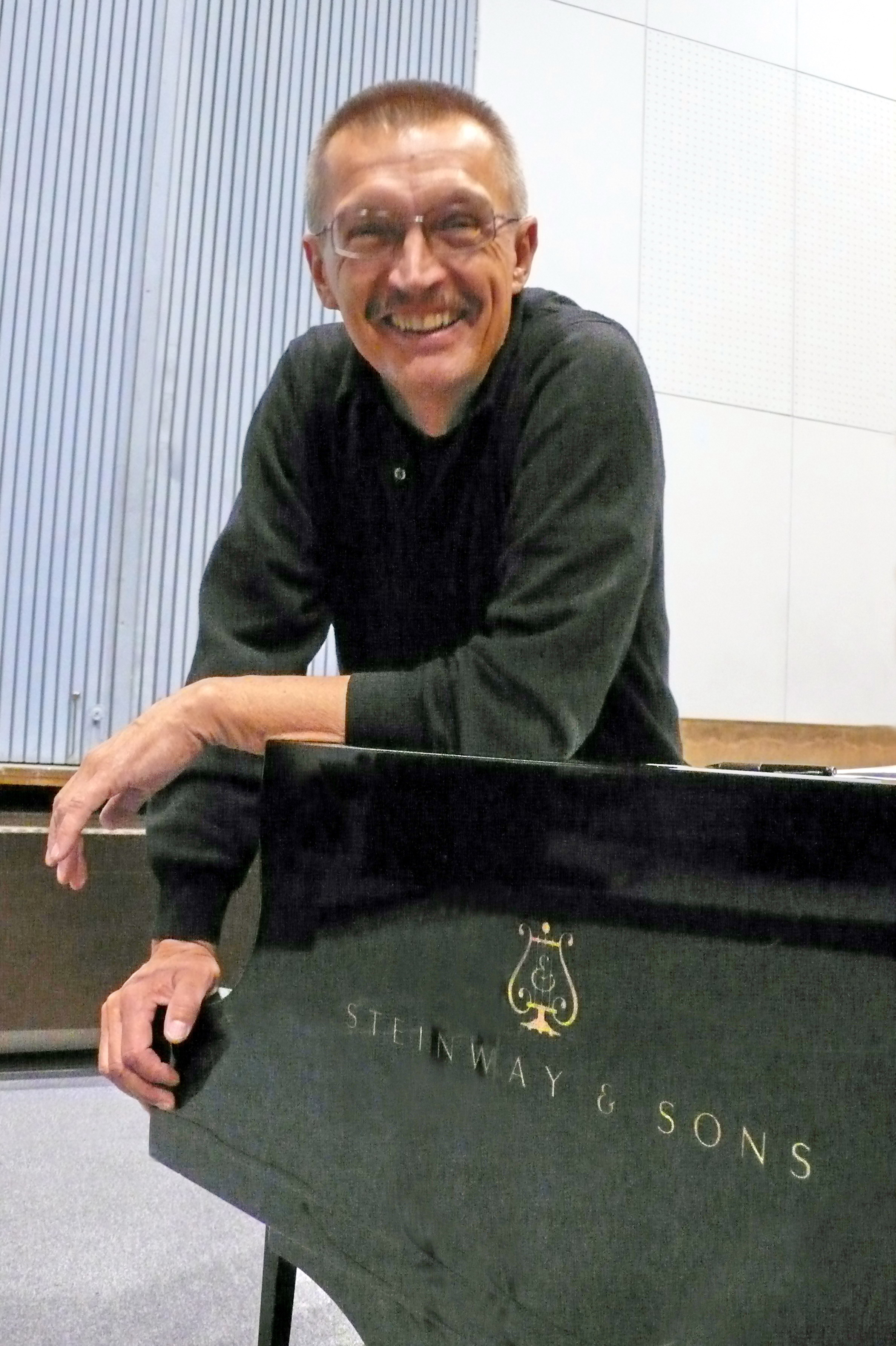
Emil Viklický (2007)

Emil Viklický (* 23. November 1948 in Olmütz) ist ein tschechischer Komponist und Pianist des Modern Jazz.

## Leben und Wirken
Viklický studierte auf Anraten seines Vaters bis 1971 Mathematik an der Naturwissenschaftlichen Fakultät der Palacký-Universität Olomouc; für seine Diplomarbeit über symmetrische Polynome sollte ihm der Doktorgrad zuerkannt werden, was aus ideologischen Gründen von der Fakultätsleitung verhindert wurde. Nach seiner Armeezeit, die er als Pianist des Heereschors verbrachte, spielte er von 1974 bis 1989 in Karel Velebnýs Ensemble SHQ.
1977 bekam er ein einjähriges Stipendium für das Berklee College in Boston, wo er Unterricht bei Herb Pomeroy erhielt. Anschließend nahm er privaten Unterricht bei George Crumb und Václav Kučera. Zurück in seiner Heimat schrieb er Filmmusik und arbeitete mit wechselnden Jazzgruppen. Nach dem Tod von Velebný übernahm er die Leitung der Sommer-Jazzkurse in Frýdlant und war auch sonst als Dozent tätig. Daneben gründete er gemeinsam mit der Zymbalonspielerin und Sängerin Zuzana Lapčíková das Ad Lib Moravia Ensemble, das 1994 das Album „Fast Falls the Rain“ vorlegte und 1996 auf Tournee in den Vereinigten Staaten und Mexiko weilte.
Viklický tritt gemeinsam mit František Uhlíř und Laco Tropp unter der Bezeichnung Viklický-Trio auf. Er trat auch mit Lou Blackburn, mit Benny Bailey (an dessen Album While My Lady Sleeps er 1990 mitwirkte), mit Scott Robinson, mit Eva Olmerová, mit Pavla Schönová, mit Harald Gundhus und dem Finnczech Quartet auf und spielte auf internationalen Festivals wie dem North Sea Jazz Festival. 1992 nahm er mit der Band von Jiří Stivín im Prager Reduta Jazz Club auf. Seit 2000 ist er in verschiedenen Konstellationen mit George Mraz in Erscheinung getreten. Seine Komposition The Mystery of Man auf Texte von Václav Havel entstand 2004 für die Konzertbigband von Wynton Marsalis.
Von 1991 bis 1995 war er Präsident der tschechischen Jazz Society. Als Komponist schrieb er neben Jazzkompositionen und Filmmusik auch Opern, sinfonische Werke und elektroakustische Musik.

## Auszeichnungen und Preise
Im Jahr 1974 wurde er beim tschechischen Amateurfestival als bester Pianist mit dem ersten Preis ausgezeichnet. 1976 gewann er den Kompositionswettbewerb von Lyon und im gleichen Jahr mit „Green Satin“ auch den Wettbewerb von Monaco um die beste Jazzkomposition. Mit Paradise Park erhielt er 1996 in Prag den Sonderpreis für elektroakustische Musik. Seine Oper Faidra erzielte den ersten Preis im internationalen Wettbewerb Nová Opera pro Prahu 2000. Viklický bekam 2011 aus der Hand des tschechischen Präsidenten Václav Klaus die Verdienstmedaille.

## Opern
- Faidra nach einem Libretto von Eva Petrová (2000)
- Der Ackermann und der Tod (2002; „Oráč a smrt“) nach Johannes von Tepl
- Máchův deník aneb Hynku, jak si to představuješ?, Bearbeitung des Lebens Karel Hynek Máchas mit einem Libretto von Yohanan Kaldi, Auftragswerk für das Národní divadlo in Prag.

## Filmmusik
- Rhythm On My Heels (2012, Regie: Andrea Sedláčková)

## Diskographische Hinweise
- V Holomóci městě (1978) – Supraphon-Preis
- Okno (1980, mit Bill Frisell)
- Confluence (1983, mit Jarmo Sermilä)
- Morava, mit Zuzana Lapčíková, George Mraz, Billy Hart (2001)
- Moravian Gems, mit Iva Bittová, George Mraz und Laco Tropp (2007)
- Emil Viklický & George Mraz: Together Again (2014)
- Humoresque, mit Petr Dvorský, Ernie Adams (NCML, 2018)
- Julian Nicholas / Emil Viklický / Petr Dvorský / Dave Wickins: One Two Three Four (BeBoss Records, 2020)
- Emil Viklický & Pavel Hrubý: Between Us (Amplion, 2021)
- Emil Viklický, Miroslav Bukovský, John Mackey: Wangaratta (Galen, 2021)

## Lexigraphische Einträge
- Martin Kunzler: Jazz-Lexikon. Band 2: M–Z (= rororo-Sachbuch. Bd. 16513). 2. Auflage. Rowohlt, Reinbek bei Hamburg 2004, ISBN 3-499-16513-9.